# Storm Windows
Storm Windows är ett musikalbum av John Prine, lanserat 1980 på skivbolaget Asylum Records. Albumet kom att bli hans sista för bolaget, och det sista han spelade in för ett större skivbolag. Han var 1984 med och bildade Oh Boy Records där hans skivor getts ut sedan dess. Albumet producerades av Barry Beckett, som då nyligen producerat Bob Dylans album Slow Train Coming.

## Låtlista
(låtar utan angiven upphovsman skrivna av John Prine)
1. "Shop Talk" (Prine, John Burns) – 3:12
2. "Living in the Future" – 3:26
3. "It's Happening to You" (Prine, John Burns) – 2:18
4. "Sleepy Eyed Boy" – 2:53
5. "All Night Blue" (Ava Aldridge, Cindy Richardson) – 2:46
6. "Just Wanna Be With You" – 3:07
7. "Storm Windows" – 5:04
8. "Baby Ruth" (Johnny Wyker) – 3:07
9. "One Red Rose" – 3:17
10. "I Had a Dream" – 3:30